# Matisse Thybulle
Matisse Thybulle (Arizona, 4 de março de 1997) é um jogador australiano-americano de basquete profissional que atualmente joga no Portland Trail Blazers da National Basketball Association (NBA).
Ele jogou basquete universitário na Universidade de Washington e foi selecionado pelo Boston Celtics como a 20º escolha geral no draft da NBA de 2019.

## Primeiros anos
Thybulle nasceu em Scottsdale, Arizona, filho de Greg, um gerente de crise de sistemas de unidades da HP Inc. nascido no Haiti, e da Dra. Elizabeth Thybulle, uma médica que morreu de leucemia em 2015.
Quando ele tinha dois anos, sua família mudou-se para Sydney, Austrália, onde viveram por sete anos. Sua família retornou aos EUA em 2005 e se estabeleceu em Sammamish, Washington, um subúrbio a leste de Seattle.
Thybulle não conseguia enterrar até o seu oitavo ano, quando sua coordenação motora começou a combinar com sua velocidade. Ele frequentou a Skyline High School por dois anos e depois se transferiu para a Eastside Catholic, onde foi classificado como recruta de quatro estrelas pelo Scout.com e três estrelas pela ESPN.

## Carreira universitária

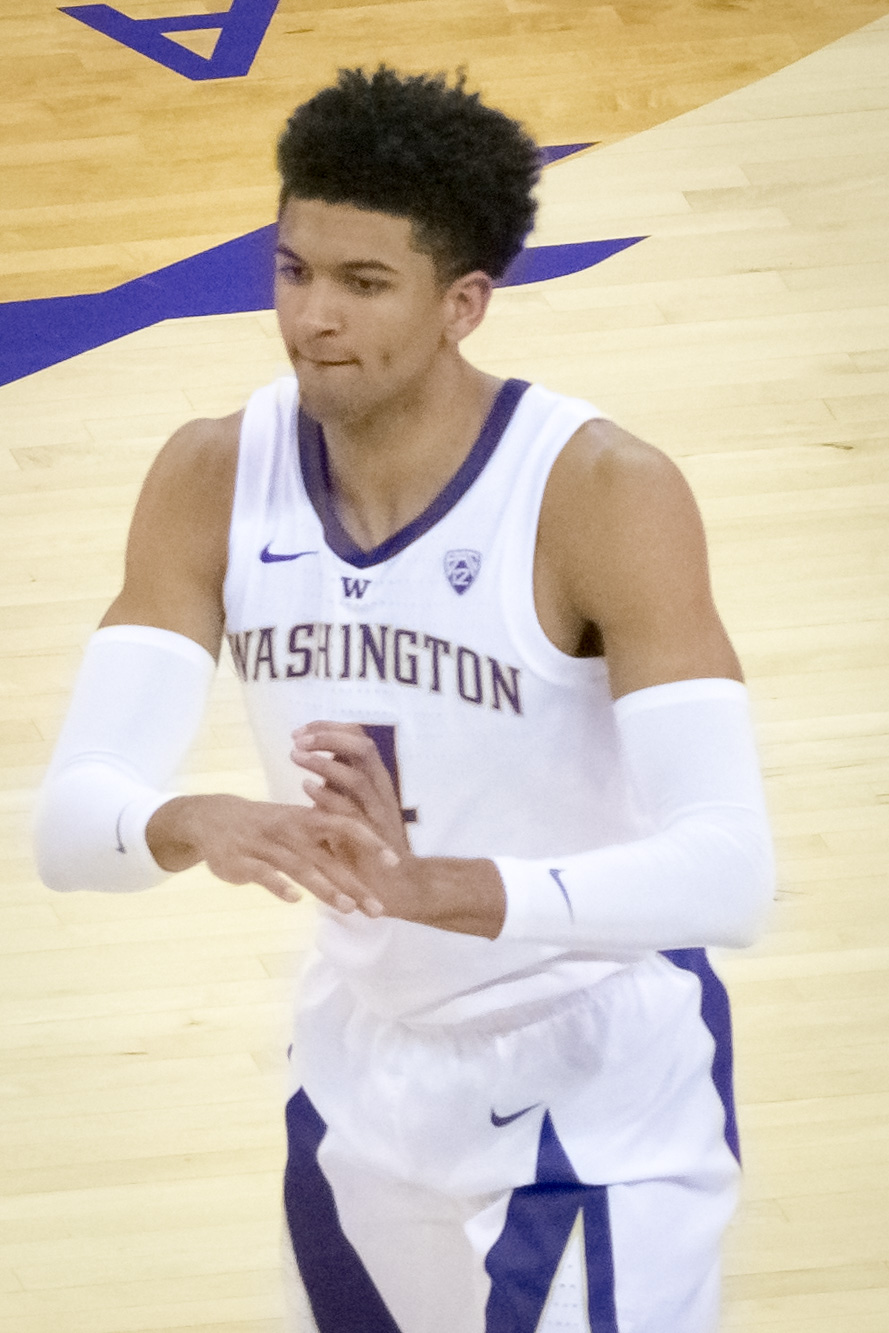
Thybulle em 2019

Thybulle optou por frequentar a Universidade de Washington com base em seu relacionamento com o técnico dos Huskies, Lorenzo Romar. Ele foi titular em todos os 34 jogos como calouro em 2015-16 e teve médias de 6,2 pontos, 3,2 rebotes e 1,6 assistências em 24,1 minutos.
Em seu segundo ano, ele obteve médias de 10,5 pontos, 3,1 rebotes e 2,1 roubos de bola, mas os Huskies venceram apenas dois jogos na conferência e tiveram um recorde de 9–22. No fim da temporada, Romar foi demitido.
Thybulle considerou deixar a universidade depois que o treinador foi demitido. No entanto, ele decidiu voltar para a temporada de 2017-18 depois de se encontrar com o novo treinador Mike Hopkins. Possuindo uma grande envergadura, ele foi fundamental para a defesa dos Huskies que foi a chave para a primeira temporada de 20 vitórias da equipe desde 2011-12. Ele foi nomeado o Jogador Defensivo do Ano da Pac-12, tornando-se o primeiro jogador na história da universidade a receber a honra. Thybulle teve média de 11,2 pontos, definiu um recorde de 101 roubos de bola e liderou Washington com 49 bloqueios. Ele se tornou o segundo jogador na história da Pac-12 com pelo menos 90 roubos de bola e 40 bloqueios na mesma temporada, juntando-se a Jeff Trepagnier (USC, 1999–2000).
Em seu último ano, Thybulle teve médias de 13,5 pontos, 6,0 roubos de bola, 4,5 bloqueios e 5,0 rebotes e ganhou o prêmio de Jogador Defensivo do Ano e o Prêmio Lefty Driesell como o melhor jogador defensivo do país. Ele também foi chamado para o Primeiro-Time da Pac-12 e se tornou o segundo jogador na história da conferência a se repetir como Jogador Defensivo do Ano da Pac-12. Ele liderou todos os jogadores da Divisão I da NCAA com 126 roubadas de bola, quebrando um recorde de Jason Kidd. Thybulle também fez 83 bloqueios, tornando-se o único jogador nas últimas duas décadas a registrar pelo menos 100 roubadas de bola e 80 bloqueios. Com médias de 3,5 roubadas de bola e 2,3 bloqueios, ele foi um dos três jogadores nos últimos 20 anos a ter uma média de pelo menos 2,0 roubos de bola e 2,0 bloqueios em uma temporada. Thybulle também passou Gary Payton para se tornar o líder da conferência em roubos de bola com 331 e foi o primeiro na história da Pac-12 com duas temporadas de 100 roubos. Ele também é o único jogador na história dos Huskies a ser classificado entre os dez primeiros em roubos e em bloqueios.

## Carreira profissional

### Philadelphia 76ers (2019–2023)
O Philadelphia 76ers tinha Thybulle como alvo antes do Draft da NBA de 2019. Eles estavam saindo de uma derrota nos playoffs na segunda rodada para o eventual campeão da NBA, Toronto Raptors, e estavam procurando alguém que pudesse contribuir imediatamente para seu objetivo de ser campeão. Os 76ers fizeram Thybulle parar de treinar com outras equipes, prometendo em troca selecioná-lo na primeira rodada com a 24ª escolha geral. Eles efetivamente acabaram subindo para o 20º lugar para selecioná-lo, recebendo seus direitos de draft do Boston Celtics em uma troca pelas 24ª e 33ª escolha. Em 3 de julho de 2019, Thybulle assinou um contrato de 4 anos e 12.5 milhões com os 76ers.
Em 23 de outubro, ele fez sua estreia na NBA, saindo do banco em uma vitória por 107-93 sobre os Celtics e registrando três pontos, um rebote, uma assistência, dois roubos de bola e dois bloqueios. Depois de marcar 20 pontos e fazer três roubos de bola em uma vitória sobre os Raptors em 8 de dezembro, ele se juntou a Allen Iverson como o único novato dos Sixers a registrar cinco cestas de três e três roubos de bola em um jogo desde 1983.
Em 11 de julho de 2020, Thybulle começou a fazer uma série de vídeos no estilo vlog para o YouTube apresentando a Bolha da NBA de 2020 no ESPN Wide World of Sports Complex em Orlando, Flórida.
Em sua segunda temporada, Thybulle foi nomeado para a Segunda Equipe Defensiva da NBA, embora só tivesse uma média de 20 minutos por jogo.
Em 29 de outubro de 2021, os 76ers ativaram a renovação de contrato de Thybulle, estendendo seu contrato até a temporada de 2022-23.

### Portland Trail Blazers (2023–Presente)
Em 9 de fevereiro de 2023, Thybulle foi negociado com o Portland Trail Blazers em uma troca de quatro equipes que também envolveu o Charlotte Hornets e New York Knicks.
Em 13 de fevereiro, ele fez sua estreia no Trail Blazers e registrou 14 pontos, seis rebotes, duas assistências e três bloqueios na vitória por 127–115 sobre o Los Angeles Lakers.

## Carreira na seleção
Thybulle tem dupla cidadania da Austrália e dos Estados Unidos e, portanto, pode representar qualquer uma das seleções. Quando questionado se ele representaria os Boomers australianos nos Jogos Olímpicos de Tóquio em 2020, Thybulle disse que estava orgulhoso de suas raízes australianas, mas não presumiu que ganharia a seleção automática.
Em 3 de fevereiro de 2021, Thybulle foi nomeado como parte do time australiano para os atrasados Jogos Olímpicos de Tóquio, que começaram imediatamente após as finais de 2021 da NBA. Thybulle ajudou a Austrália a obter sua primeira medalha olímpica no basquete masculino, batendo a Eslovênia no jogo pela medalha de bronze.

## Estatísticas da carreira

### NBA

#### Temporada regular
| Ano      | Equipe       | PJ  | PT  | MPJ  | AP   | 3P   | LL   | RT  | AS  | BR  | TO  | PPJ |
| -------- | ------------ | --- | --- | ---- | ---- | ---- | ---- | --- | --- | --- | --- | --- |
| 2019–20  | Philadelphia | 65  | 14  | 19.8 | .423 | .357 | .610 | 1.6 | 1.2 | 1.4 | .7  | 4.7 |
| 2020–21  | Philadelphia | 65  | 8   | 20.0 | .420 | .301 | .444 | 1.9 | 1.0 | 1.6 | 1.1 | 3.9 |
| 2021–22  | Philadelphia | 66  | 50  | 25.5 | .500 | .313 | .791 | 2.3 | 1.1 | 1.7 | 1.1 | 5.7 |
| 2022–23  | Philadelphia | 49  | 6   | 12.1 | .431 | .333 | .750 | 1.3 | .5  | .9  | .3  | 2.7 |
| 2022–23  | Portland     | 22  | 22  | 27.7 | .438 | .388 | .625 | 3.5 | 1.4 | 1.7 | .8  | 7.4 |
| 2023–24  | Portland     | 65  | 19  | 22.9 | .397 | .346 | .759 | 2.1 | 1.4 | 1.7 | .8  | 5.4 |
| Carreira | Carreira     | 332 | 119 | 21.3 | .434 | .339 | .663 | 2.1 | 1.0 | 1.5 | .7  | 4.9 |

#### Playoffs
| Ano      | Equipe       | PJ | PT | MPJ  | AP   | 3P   | LL   | RT  | AS | BR  | TO | PPJ |
| -------- | ------------ | -- | -- | ---- | ---- | ---- | ---- | --- | -- | --- | -- | --- |
| 2020     | Philadelphia | 4  | 1  | 18.8 | .429 | .250 | —    | 1.8 | .5 | .8  | .3 | 1.8 |
| 2021     | Philadelphia | 12 | 1  | 18.3 | .481 | .324 | .400 | 1.4 | .3 | 1.3 | .9 | 5.3 |
| 2022     | Philadelphia | 9  | 0  | 15.2 | .458 | .286 | .333 | 1.0 | .4 | .8  | .8 | 3.0 |
| Carreira | Carreira     | 25 | 2  | 17.4 | .455 | .286 | .366 | 1.4 | .4 | .9  | .6 | 3.3 |

### Universidade
| Ano      | Equipe     | PJ  | PT  | MPJ  | AP   | 3P   | LL   | RT  | AS  | BR  | TO  | PPJ  |
| -------- | ---------- | --- | --- | ---- | ---- | ---- | ---- | --- | --- | --- | --- | ---- |
| 2015–16  | Washington | 34  | 34  | 24.1 | .397 | .366 | .714 | 3.2 | 1.6 | 1.1 | .9  | 6.2  |
| 2016–17  | Washington | 31  | 31  | 29.9 | .448 | .405 | .841 | 3.1 | 1.8 | 2.1 | .7  | 10.5 |
| 2017–18  | Washington | 34  | 33  | 32.3 | .445 | .365 | .714 | 2.9 | 2.6 | 3.0 | 1.4 | 11.2 |
| 2018–19  | Washington | 36  | 36  | 31.1 | .415 | .305 | .851 | 3.1 | 2.1 | 3.5 | 2.3 | 9.1  |
| Carreira | Carreira   | 135 | 134 | 29.3 | .426 | .360 | .780 | 3.0 | 2.0 | 2.4 | 1.3 | 9.2  |

Fonte:

## Vida pessoal
Thybulle é católico, tendo sido crismado quando criança.
Em 10 de abril de 2022, tornou-se público que Thybulle não foi totalmente vacinado para COVID-19. Isso o tornou inelegível para jogar no Canadá durante a primeira rodada dos playoffs da NBA contra o Toronto Raptors. “Sim, não estou totalmente vacinado”, disse ele a Rich Hofmann, do The Athletic. “Esta foi uma decisão que tomei há muito tempo. Pensei muito no que iria dizer aqui. Essencialmente, fiz essa escolha e pensei que poderia mantê-la para mim, posso mantê-la privada, mas as pessoas sempre vão se perguntar por quê". Thybulle, que disse ter sido criado em uma "casa holística" com "medicina chinesa e médicos naturopatas", disse que recebeu a primeira dose da vacina Pfizer, mas não continuou para a injeção seguinte.